# Антон Цайлингер
А̀нтон Ца̀йлингер (на немски: Anton Zeilinger, [ˈanton ˈtsaɪlɪŋɐ]) е австрийски физик.
Роден е на 20 май 1945 година в Рид им Инкрайс. През 1971 година защитава докторат по физика във Виенския университет. Работи във Виенския технически университет (1972 – 1990), Инсбрукския университет (1990 – 1999) и Виенския университет (от 1999), а през 2013 – 2022 година е председател на Австрийската академия на науките. Изследванията му са главно в областта на квантовото заплитане.
През 2022 година получава Нобелова награда за физика, заедно с Ален Аспе и Джон Клаузър, „за експерименти със заплетени фотони, установили нарушаването на неравенствата на Бел и поставили началото на квантовата информатика“.